# Holstinsaari (ö i Kymmenedalen)
Holstinsaari är en ö i Finland. Den ligger i Kymmene älv och i kommunen Kouvola i den ekonomiska regionen  Kouvola ekonomiska region  och landskapet Kymmenedalen, i den södra delen av landet, 120 km nordost om huvudstaden Helsingfors. Öns area är 3,6 hektar och dess största längd är 500 meter i nord-sydlig riktning.